# Gerald Tinker
Gerald Alexander Tinker (ur. 19 stycznia 1951 w Miami) – amerykański lekkoatleta sprinter, mistrz olimpijski z 1972 z Monachium, później zawodnik futbolu amerykańskiego.
Podczas amerykańskich eliminacji przed igrzyskami olimpijskimi w 1972 w Monachium zajął 4. miejsce w biegu na 100 metrów i zakwalifikował się do występu w sztafecie 4 × 100 metrów. Na igrzyskach amerykańska sztafeta w składzie Larry Black, Robert Taylor, Tinker i Edward Hart zdobyła złoty medal, w finale poprawiając rekord świata czasem 38,19 s. Larry Black był kuzynem Tinkera.
W 1974 Tinker został zawodnikiem futbolu amerykańskiego. Grał jako wide receiver. Występował w zespołach Atlanta Falcons (1974-1975) oraz Green Bay Packers (1975).

## Rekordy życiowe
- bieg na 100 jardów – 9,3 s (1970)
- bieg na 100 metrów – 10,1 s (1972)
- bieg na 200 metrów – 20,5 s (1970)